# Železo-55
Železo-55 je radioizotop železa. Přeměňuje se s poločasem 2,744 roku záchytem elektronu na mangan-55. Lze jej použít jako zdroj rentgenového záření například pro rentgenovou krystalografii. Je to také zdroj Augerových elektronů, které vznikají v průběhu přeměny.
Železo-55 se přeměňuje s poločasem 2,744 roku záchytem elektronu na mangan-55. Elektrony okolo jádra rychle přecházejí na nižší energetické hladiny a uvolněné místo po zachyceném elektronu je záhy zaplněno elektronem z vyšší hladiny. Rozdíl energií je vyzářen jako Augerovy elektrony o energii 5,19 keV (pravděpodobnost 60 %), K-alfa-1 rentgenové záření s energií fotonů 5,898 75 keV (16,2 %), K-alfa-2 rentgenové záření s energií 5,887 65 keV (8,2 %) nebo K-beta rentgenové záření s energií 6,490 45 keV (2,85 %). Energie těchto záření je tak podobná, že se často považuje za monoenergetické záření s energií asi 5,9 keV, jehož pravděpodobnost je přibližně 28 %. Zbylých 12 % je tvořeno Augerovými elektrony o nižší energii a několika fotony z jiných přeměn.

## Použití
K-alfa rentgenové záření z 55Fe se používá v laboratořích k analýze různých materiálů. Výhodou tohoto záření je jeho monoenergičnost a nepřetržitá tvorba po více než jeden rok. K jeho produkci není třeba elektrická energie, což je ideální u přenosných rentgenových zařízení například na rentgenovou fluorescenci. Kosmická sonda ESA ExoMars, která by měla odstartovat roku 2018, má tento izotop uvnitř svého kombinovaného krystalografického/fluorescenčního rentgenového spektrometru. Sonda Mars Science Laboratory používala funkcí podobný spektrometr, ovšem s tradičnějším, elektricky napájeným, zdrojem záření.

## Vznik
Železo-55 se nejúčinněji připravuje ozářením přírodních izotopů železa neutrony, při tom probíhají například reakce 54Fe(n,γ)55Fe a 56Fe(n,2n)55Fe, kde jsou výchozími látkami dva nejběžnější izotopy, 54Fe a 56Fe. Většina pozorovaného 55Fe vzniká těmito reakcemi a není primárním produktem jaderného štěpení. V důsledku atmosférických jaderných testů se do roku 1963, kdy byly zakázány, uvolnila do biosféry významná množství tohoto izotopu. Lidé blízko míst, kde byly jaderné zbraně testovány, měly v tělech významná množství radioaktivního železa. Vzhledem ke krátkému poločasu přeměny železa-55 a poklesu počtu jaderných testů  tato množství za několik let klesla téměř na úroveň před testováním.